# Lucignano
Lucignano est une commune italienne de la province d'Arezzo, dans la région Toscane.

## Administration
| Période                                  | Période | Identité | Étiquette | Qualité |
| ---------------------------------------- | ------- | -------- | --------- | ------- |
|                                          |         |          |           |         |
| Les données manquantes sont à compléter. |         |          |           |         |

### Communes limitrophes
Foiano della Chiana, Marciano della Chiana, Monte San Savino, Rapolano Terme, Sinalunga

## Cinema
En 2010, le réalisateur iranien Abbas Kiarostami y réalisa le film Copie conforme.